# Польша на летних Олимпийских играх 1948
Польша принимала участие в Летних Олимпийских играх 1948 года в Лондоне (Великобритания) в четвёртый раз за свою историю, и завоевала одну бронзовую медаль. Сборную страны представляли 7 женщин.

## Бронза
- Бокс, мужчины — Алексий Анткевич.